# Diego Cruz
Diego Andrés Cruz Esparza (Chihuahua, Chihuahua, 13 de enero de 1995), es un futbolista mexicano que juega como defensa y su equipo actual es el Atlante FC de la Liga de Expansión MX.

## Trayectoria
Debutó con el Club Atlas de Guadalajara el 29 de octubre del 2016 en el Apertura 2016 entrando de cambio por Edson Rivera al minuto 70 en la derrota de su equipo frente al Pachuca.

## Clubes

### Estadísticas
Actualizado al último partido jugado el 7 de mayo de 2023.
| Puebla · México                     | 1.ª           | 2015          | 0  | 0 | 1  | 0 | ― | ― | 1  | 0 |
| Puebla · México                     | 1.ª           | 2015-16       | 0  | 0 | 3  | 0 | ― | ― | 3  | 0 |
| Puebla · México                     | 1.ª           | 2018          | 4  | 0 | 2  | 0 | ― | ― | 6  | 0 |
| Puebla · México                     | 1.ª           | 2018-19       | 8  | 0 | 3  | 0 | ― | ― | 11 | 0 |
| Puebla · México                     | Total club    | Total club    | 12 | 0 | 9  | 0 | 0 | 0 | 21 | 0 |
| Atlas · México                      | 1.ª           | 2016          | 0  | 0 | 1  | 0 | ― | ― | 1  | 0 |
| Atlas · México                      | 1.ª           | 2016-17       | 0  | 0 | 1  | 0 | ― | ― | 1  | 0 |
| Atlas · México                      | 1.ª           | 2017          | 0  | 0 | ―  | ― | ― | ― | 0  | 0 |
| Atlas · México                      | Total club    | Total club    | 0  | 0 | 2  | 0 | 0 | 0 | 2  | 0 |
| Celaya · México                     | 2.ª           | 2019          | 8  | 0 | 1  | 0 | ― | ― | 9  | 0 |
| Celaya · México                     | Total club    | Total club    | 8  | 0 | 1  | 0 | 0 | 0 | 9  | 0 |
| Pirata · Perú                       | 2.ª           | 2022          | 23 | 2 | ―  | ― | ― | ― | 23 | 2 |
| Pirata · Perú                       | Total club    | Total club    | 23 | 2 | 0  | 0 | 0 | 0 | 23 | 2 |
| Tlaxcala · México                   | 2.ª           | 2023          | 18 | 5 | ―  | ― | ― | ― | 18 | 5 |
| Tlaxcala · México                   | Total club    | Total club    | 18 | 5 | 0  | 0 | 0 | 0 | 18 | 5 |
| Total carrera                       | Total carrera | Total carrera | 62 | 7 | 12 | 0 | 0 | 0 | 74 | 7 |
| (1)Incluye datos de la Copa México. |               |               |    |   |    |   |   |   |    |   |

- Datos: Q29415184